# Manoir de la Cocardière
Le manoir de la Cocardière est un édifice du XVIe siècle situé à Guerquesalles, en France.

## Localisation
Le monument est situé dans le département français de l'Orne, à 600 m à l'est de l'église de Guerquesalles.

## Historique
Quart de fief de Mesnil-Imbert, autre fief de Guerquesalles ce n'est que sous Louis XI, Regnault Le Lasseur vint en Normandie prend possession de la Cocardière qu'il avait acheté en 1477,
Les Lasseur étaient de race noble, puisqu'un de leur aïeuls ayant était anobli par Charles V en 1365, Regnault Le Lasseur n'eut qu'un fils, Jean qui lui succéda en 1486. Il avait épousé Isabel Bardout, fille de Jean Sieur de Caumont, L'ainé  Jean II se maria à Catherine de Lyre qui lui donna un fils, Stevenot qui se maria avec Philippe de Saint Pierre. Son fils Eustache, seigneur de la Cocardière, servit dans la compagnie des gens d'armes du fameux Guillaume V de Hautemer seigneur de Fervaques 1538-1613 c'était une époque où il était difficile de fixer son choix,
Les deux parties commettants les pires excès.
De Hautemer combattit d'abord avec les catholiques, puis avec les protestants et ensuite avec les Liqueurs, pour se rallier à Henri IV que le duc et maréchal Eustache de la Cocardière périt dans ces combats,
Eustache de la Cocardière avait deux fils de sa femme Marguerite d'Andel, Jacques l'ainé devint seigneur de la Cocardière et mourut en 1657, Son héritier Guillaume de la Cocardière, né en 1638, fut inhumé dans l'église de Guerquesalles en 1669. N'ayant pas de descendance, La cocardière serait passée à son frère Pierre qui habitait la Cocardière et mourut en 1766, sa fille Anne héritière de la Cocardière fut mariée à Jean Joseph de Mathan, seigneur de Sainte Marie aux Anglais, où se fixa le ménage, au nombre de leurs 5 enfants l'un deux Claude de Mathan hérita de la Cocardière et la vendit à Leonor du Bosc, déjà héritier de la famille Beaulieu.

## Architecture
Les façades et la toiture sont inscrits au titre des Monuments historiques depuis le 2 janvier 1929.